# Alexander Gardner (photographe)
Pour les articles homonymes, voir Gardner.
Alexander Gardner (17 octobre 1821 – 10 décembre 1882) est un photographe de guerre américain d'origine écossaise, principalement connu pour ses portraits du président Abraham Lincoln et ses photographies de la guerre de Sécession.

## Jeunesse
Gardner est né à Paisley en Écosse, en 1821. À quatorze ans, il fait un apprentissage chez un bijoutier. Il reçoit une éducation calviniste et est influencé par les idées de Robert Owen, socialiste gallois et père du mouvement coopératif. À l'âge adulte, il désire créer une coopérative intégrant les valeurs socialistes aux États-Unis. En 1850, Gardner et d'autres achètent, dans ce but, des terres près de Monona en Iowa. Cependant Gardner n'y réside pas mais décide plutôt de rentrer en Écosse pour lever plus d'argent en faveur du projet. Il y reste jusqu'en 1856, devenant propriétaire et rédacteur du Glasgow Sentinel en 1851. En visitant l'Exposition universelle de 1851 à Hyde Park, il découvre les photographies de l'Américain Mathew Brady et commence à se passionner pour cet art.

## Carrière
Gardner et sa famille s'installent aux États-Unis en 1856. Il découvre que nombre de ses amis de la coopérative et leur famille sont morts ou ont contracté la tuberculose et décide de rester à New York dans son studio. Il prend contact avec Brady, commence à travailler avec lui puis est chargé de la gestion de la galerie de Brady à Washington, D.C..

### Guerre de sécession

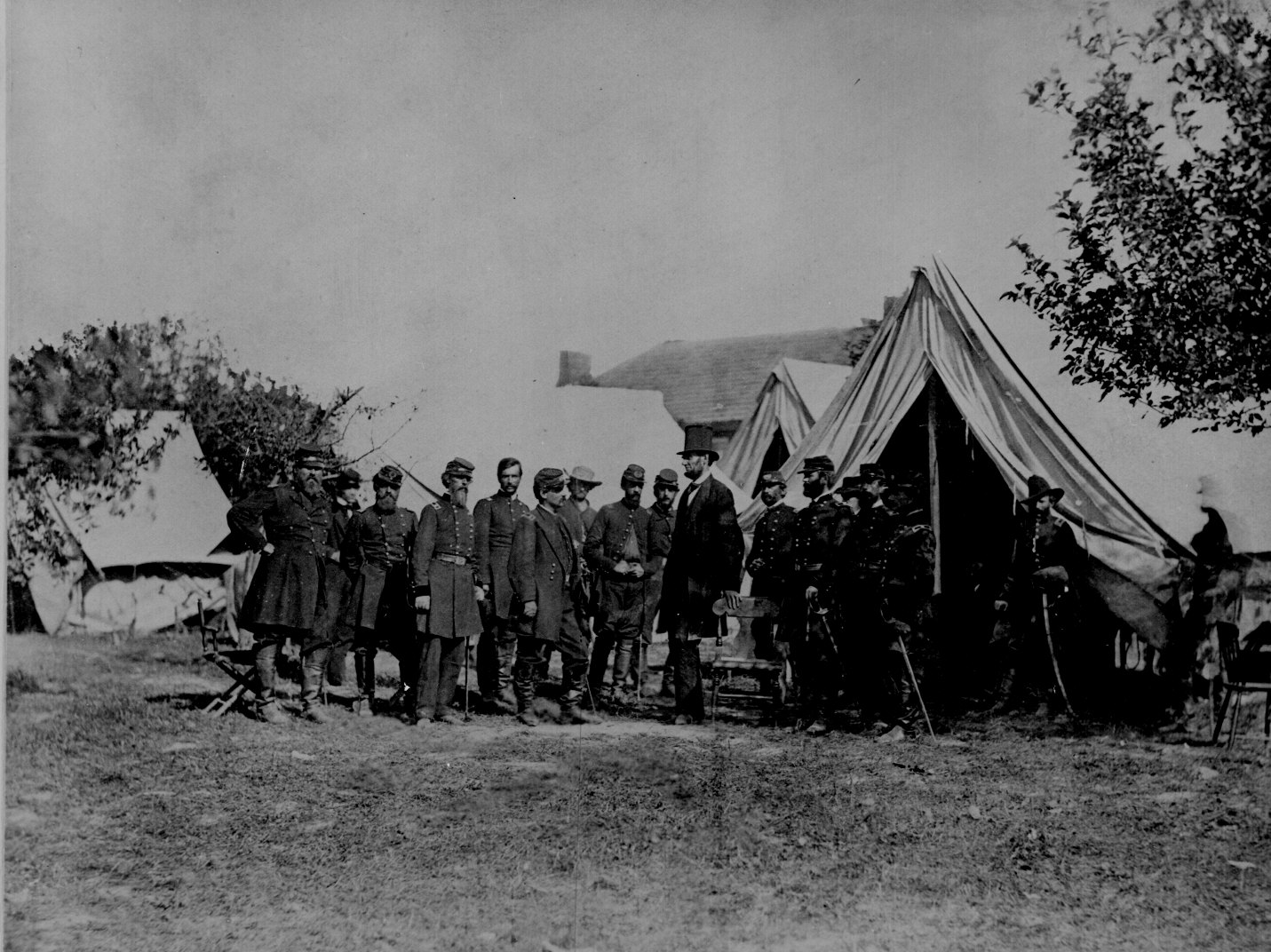
Lincoln visitant le champ de bataille d'Antietam le 3 octobre 1862. Photographie d'Alexander Gardner

Abraham Lincoln est élu président en 1860 et avec son élection, les menaces de guerre se précisent. Gardner, vivant à Washington, se trouve à proximité des arcanes du pouvoir. Sa popularité en tant que portraitiste s'accroit alors qu'il capture, jour après jour, les visages des soldats partant pour la guerre.
Brady a l'idée de photographier la guerre. Gardner grâce à ses relations et en particulier à Allan Pinkerton (qui est alors à la tête des opérations de renseignement qui deviendra le Secret Service) qui transmet l'idée de Brady à Lincoln. Pinkerton recommande Gardner au poste de chef photographe de l'U.S. Topographical Engineers. Après ce bref mandat, Gardner devient photographe de l'état-major du général George B. McClellan, commandant l'Armée du Potomac. C'est alors que Gardner abandonne la gestion de la galerie de Brady. Gardner reçoit le grade honoraire de capitaine, puis il photographie la bataille d'Antietam en septembre 1862, développant ses photos grâce à son laboratoire itinérant.
Gardner travaille pour Mathew Brady de 1856 à 1862. Selon une chronique du New York Times, Gardner a souvent vu ses travaux faussement attribués à Brady et malgré l'importance de son œuvre, les historiens n'ont pas accordé pleine reconnaissance de son travail de documentation de la guerre de Sécession. Lincoln démet McClellan du commandement de l'Armée du Potomac en novembre 1862, ce qui rend plus précaire le rôle de chef photographe de l'armée de Gardner. C'est au même moment qu'il cesse de travailler pour Brady, sans doute parce que ce dernier avait l'habitude de s'attribuer la paternité des travaux de ses employés en les estampillant « Photographed by Brady » (photographié par Brady). Pendant l'hiver, Gardner accompagne le général Ambrose Burnside, photographiant la bataille de Fredericksburg. Puis il suit la campagne du général Joseph Hooker. En mai 1863, avec son frère James, il ouvre son propre studio à Washington, engageant des nombreux ancien employés de Brady. En juillet 1863, il photographie la fameuse bataille de Gettysburg, puis le siège de Petersburg de juin à avril 1865.

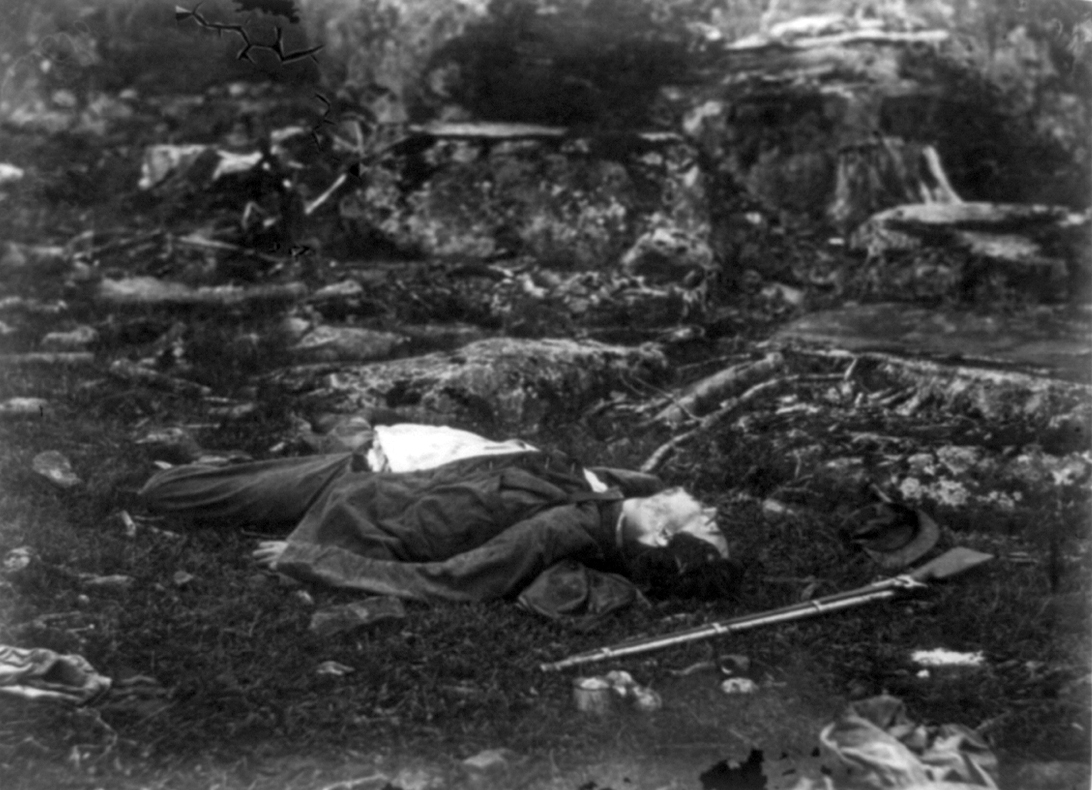
A sharpshooter's last sleep, Gettysburg
(Le dernier sommeil du tireur d'élite, Gettysburg - juillet 1863)

En 1866, il publie un ouvrage en deux volumes, intitulé: Gardner's Photographic Sketch Book of the Civil War. Chaque volume contient 50 épreuves. Toutes les photographies ne sont pas de Gardner et il crédite aussi bien l'auteur du négatif que l'auteur du tirage. Le Sketch Book contient des photographies de Timothy O'Sullivan — notamment A Harvest of Death —, James F. Gibson, John Reekie, William R. Pywell, James Gardner (son frère), John Wood, George N. Barnard, David Knox et David Woodbury parmi d'autres. Une analyse des photographies, réalisées un siècle plus tard suggère que Gardner ait manipulé l'une au moins de ses photographies de la guerre de Sécession en déplaçant le corps et l'arme d'un soldat afin d'obtenir un effet plus dramatique,.
Parmi ses photographies d'Abraham Lincoln, on trouve le dernier cliché du président, pris quatre jours avant son assassinat. Il documente par la suite les funérailles de Lincoln et réalise des portraits des conspirateurs impliqués dans le complot contre Lincoln. Gardner est ensuite le seul photographe autorisé à assister à l'exécution des coupables, ses photographies seront ensuite gravées en vue de leur publication dans Harper's Weekly.

### Après guerre
Gardner est mandaté après guerre pour photographier les négociateurs amérindiens venus à Washington pour conclure des traités avec le gouvernement fédéral. Il documente ensuite la route prévue de la Kansas Pacific Railway. Après 1871, Gardner ne pratique plus la photographie, il devient un homme d'affaires, participant par exemple à la fondation d'une compagnie d'assurance. Il réside à Washington jusqu'à sa mort. Lorsqu'on lui demande de commenter son œuvre, il déclare : « Elle est conçue pour parler d'elle-même. Comme le souvenir de la terrible lutte à travers laquelle le pays vient de passer, il est à espérer qu'il demeure digne d'intérêt. »,

## Collections
- Bibliothèque du Congrès
- George Eastman House
- Musée d'Orsay
- Musée national des beaux-arts du Québec[8]

## Ouvrage
- Gardner's photographic sketch book of the war. Washington, D.C., Philp & Solomons, 1866. (OCLC 6430899)

## Galerie

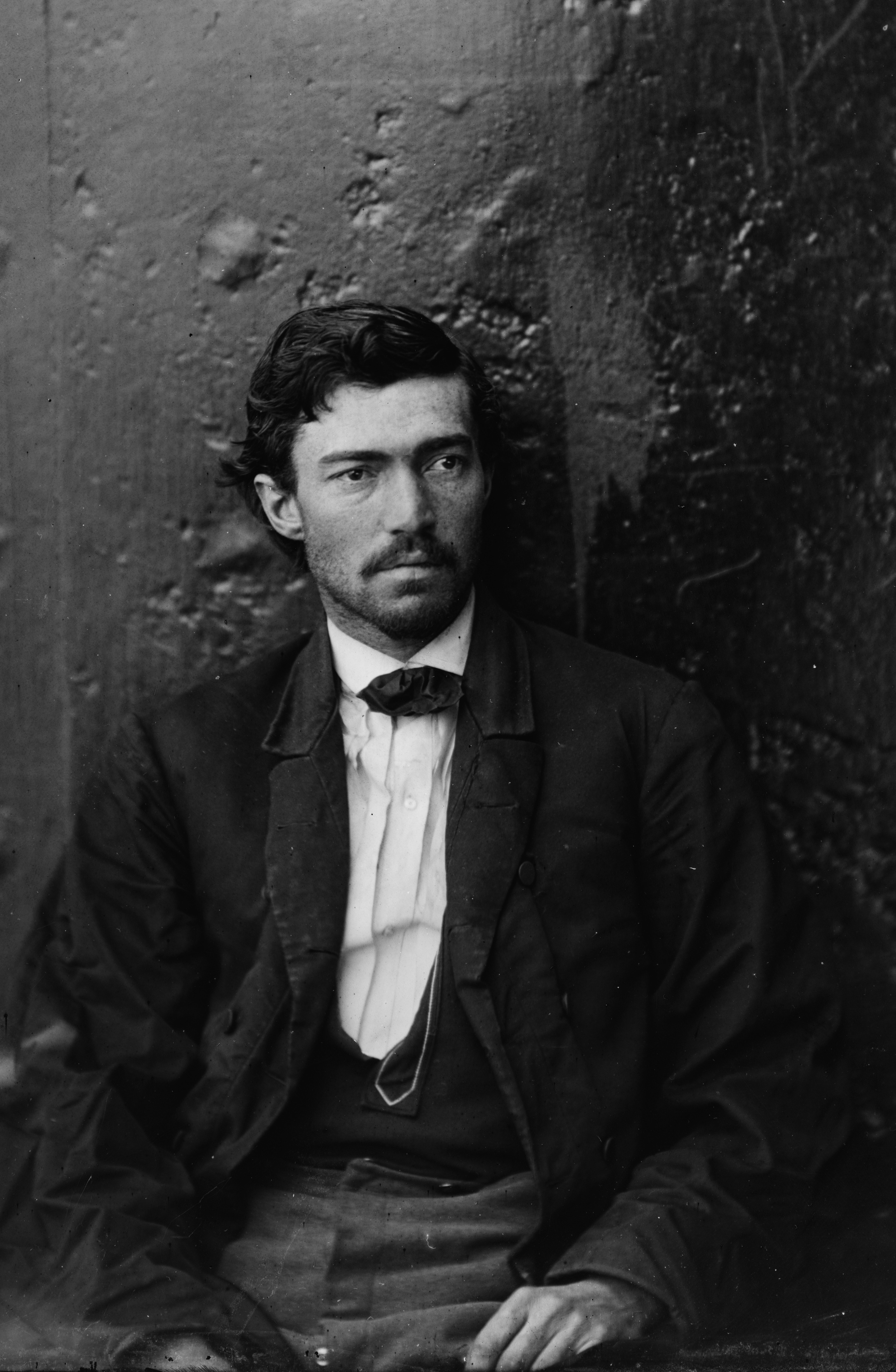
Portrait de Samuel Bland Arnold
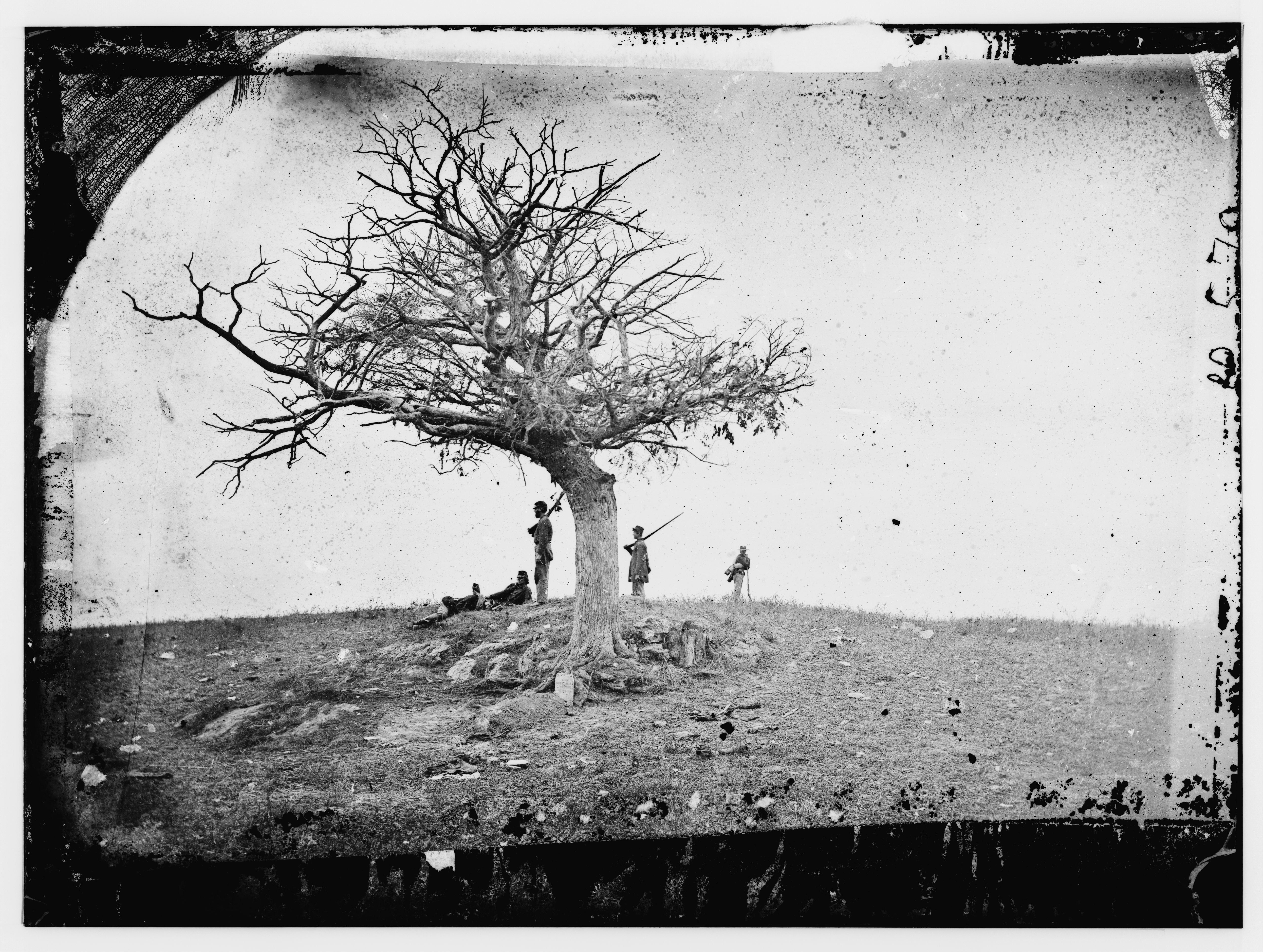
A Lonely Grave, soldats de l'Union près d'une tombe sur le champ de bataille d'Antietam, septembre 1862
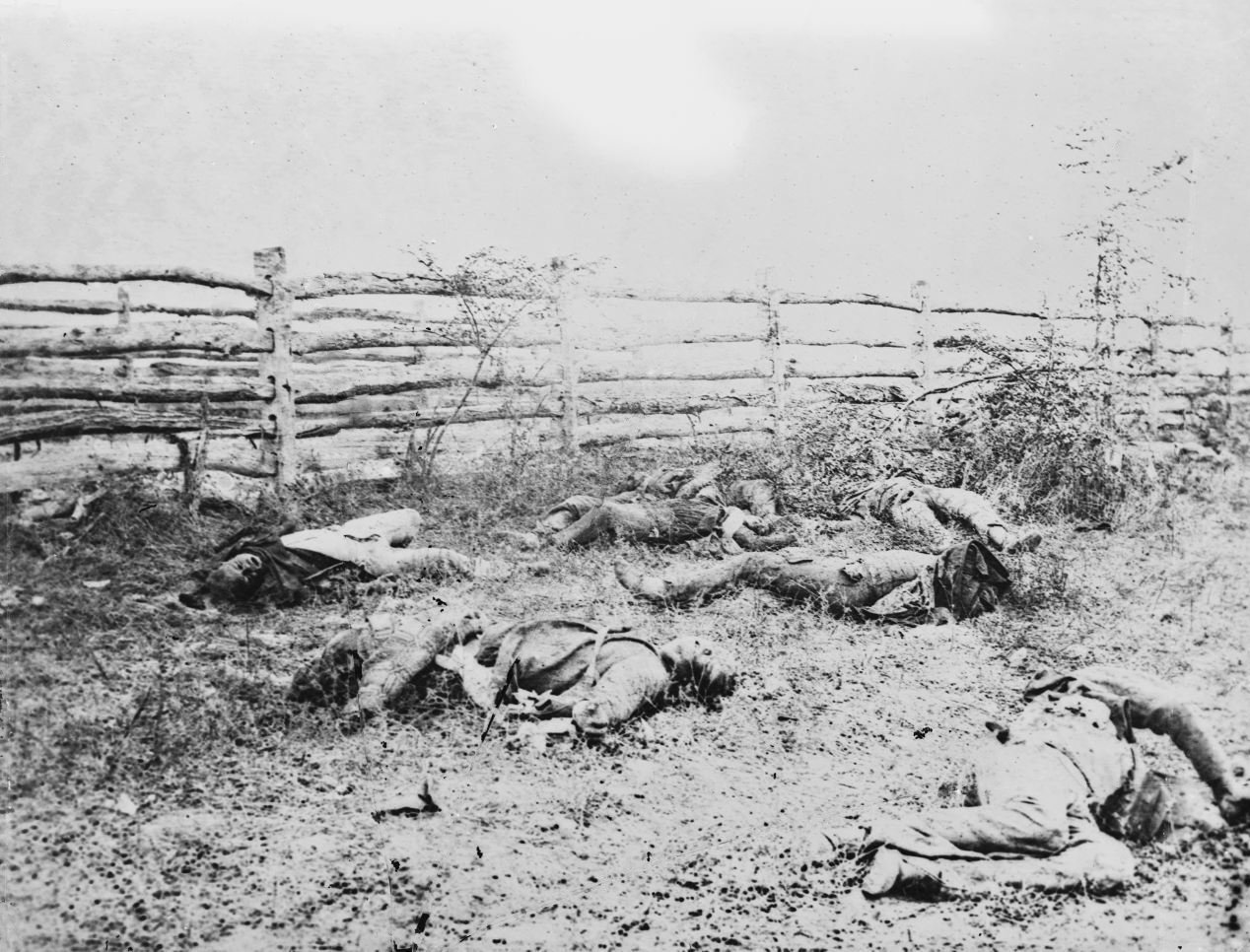
Soldats confédérés sur le champ de bataille d'Antietam, septembre 1862
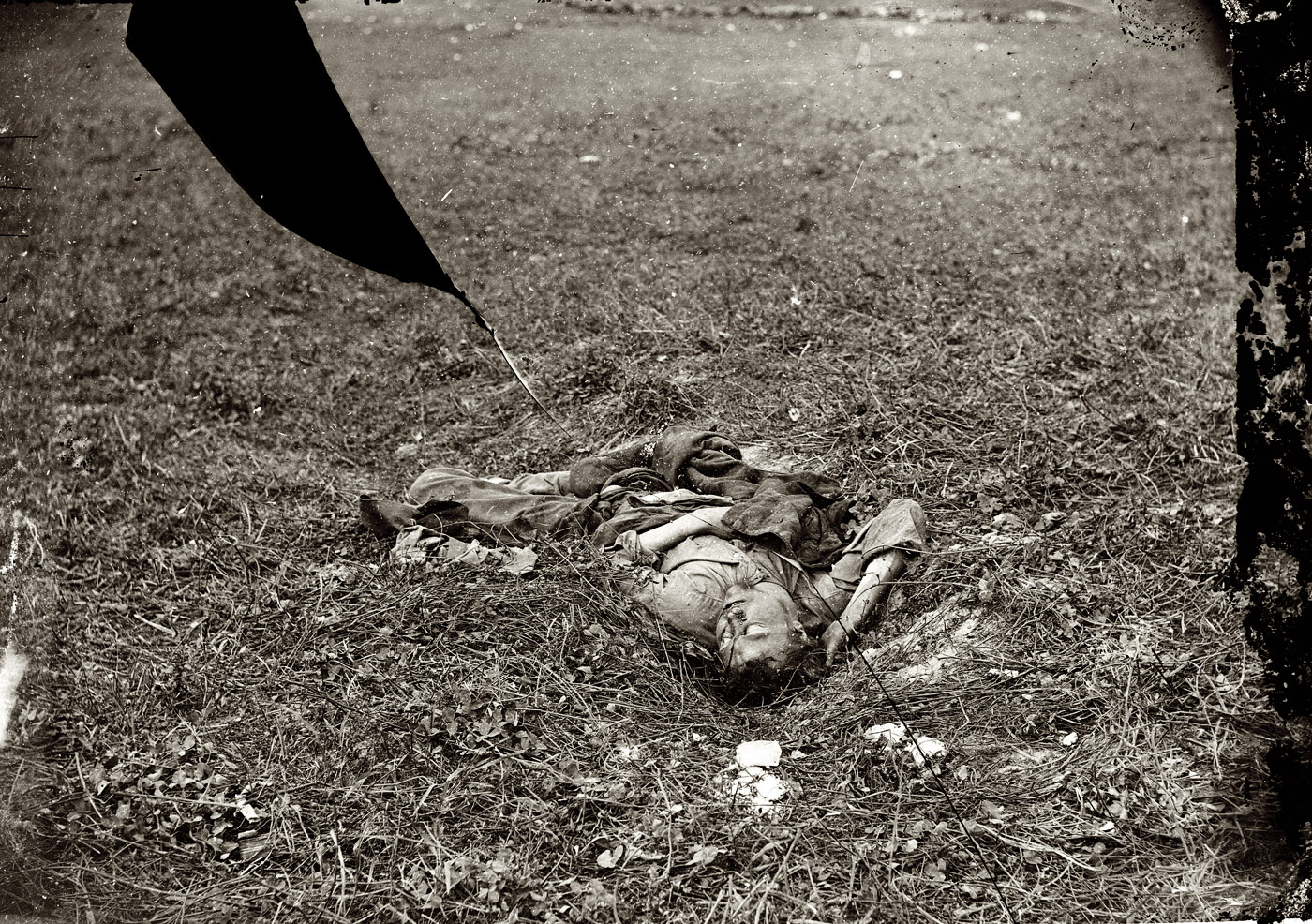
Soldat confédéré
Abraham Lincoln, 16e Président des États-Unis d'Amérique
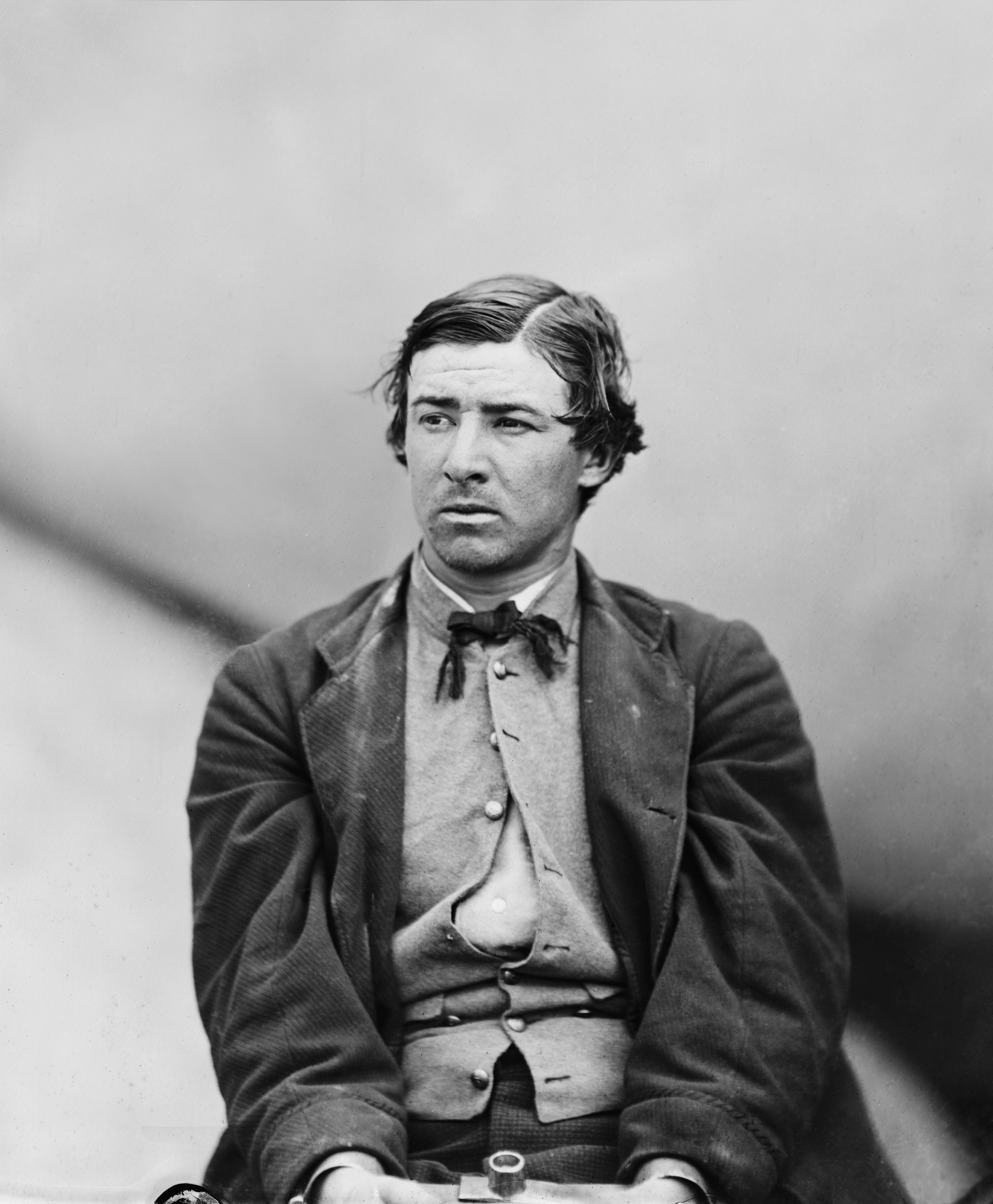
David Herold